# Cateel
Cateel est une localité de la province du Davao oriental, aux Philippines. En 2015, elle compte 40 704 habitants.